# Кищенко (посёлок)
Кищенко (укр. Кищенко) — посёлок в Шахтёрском городском совете Донецкой области Украины. Находится под контролем самопровозглашённой Донецкой Народной Республики.

## География

#### Соседние населённые пункты по странам света
С:  Стожковское
СЗ: —
СВ: Чумаки, Стожково
З: Винницкое
ЮЗ: —
Ю:  Дорофеенко, город Шахтёрск
ЮВ: Заречное, Виктория
В: Контарное

## Население
Население по переписи 2001 года составляло 36 человек.

## Местный совет
Посёлок Кищенко входит в состав Шахтёрского городского совета.
Адрес местного совета: 86200, Донецкая обл., г. Шахтёрск, ул. Ленина, 4.